# Cloruro di vanadio(II)
Il cloruro di vanadio(II) o dicloruro di vanadio è il composto inorganico binario avente formula VCl2. In condizioni normali è un solido di colore verde chiaro, molto igroscopico. Lo stato di ossidazione del vanadio è +2, molto ridotto, e quindi il composto è molto sensibile all'ossidazione. VCl2 è disponibile in commercio.

## Storia
Il composto VCl2 fu ottenuto per la prima volta nel 1869 da Henry Enfield Roscoe, facendo passare una miscela di VCl4 e idrogeno attraverso un tubo riscaldato al calor rosso. Dal VCl2 così preparato Roscoe ottenne quindi per la prima volta vanadio metallico per ulteriore riduzione con idrogeno.

## Struttura molecolare e configurazione elettronica
VCl2 è un composto ionico. Allo stato solido possiede una struttura cristallina esagonale analoga a quella dello ioduro di cadmio, gruppo spaziale P3m1, con costanti di reticolo a = 360,1 pm e c = 583,5 pm. Lo ione V2+ ha configurazione elettronica d 3, con stato fondamentale di quartetto, analogamente al Cr3+.

## Sintesi
VCl2 si può preparare trattando VCl3 con idrogeno a temperatura non oltre 675 °C:
2 VCl3 + H2 → 2 VCl2 + 2 HCl
Alternativamente si può preparare per decomposizione termica di VCl3. Si ha una reazione di disproporzione con formazione del composto volatile VCl4, mentre rimane VCl2 che non è volatile:
2 VCl3 → VCl2 + VCl4

## Reattività
VCl2 è un composto molto igroscopico e molto sensibile all'ossidazione. Sciolto in acqua forma lo ione esaaquovanadio(II) [V(H2O)6]2+ color lavanda. Facendo evaporare queste soluzioni si ottengono cristalli di [V(H2O)6]Cl2. È invece insolubile in alcool o etere.
VCl2 ha forti proprietà riducenti, e può ridurre solfossidi a solfuri, azidi organiche ad ammine, e può anche essere usato per accoppiamenti riduttivi di alcuni alogenuri alchilici.

## Tossicità / Indicazioni di sicurezza
VCl2 è disponibile in commercio. Il composto provoca gravi ustioni cutanee e gravi lesioni oculari. È nocivo per ingestione e inalazione. Non ci sono evidenze di effetti cancerogeni. Non sono disponibili dati su effetti ambientali.